# Saint-Ouen-sur-Gartempe
Saint-Ouen-sur-Gartempe este o comună în departamentul Haute-Vienne din centrul Franței. În 2009 avea o populație de 226 de locuitori.

## Evoluția populației
| An        | 1975 | 1982 | 1990 | 1999 | 2006 | 2009 |
| --------- | ---- | ---- | ---- | ---- | ---- | ---- |
| Populație | 289  | 275  | 242  | 217  | 226  | 226  |